# Spojené státy americké na Zimních olympijských hrách 1972
Spojené státy americké na Zimních olympijských hrách 1972 reprezentovalo 103 sportovců (77 mužů a 26 žen) v 10 sportech.

## Medailisté
| Medaile | Jméno | Sport           | Disciplína       |
| ------- | --- | --------------- | ---------------- |
| Zlato   | Barbara Cochranová | Alpské lyžování | Ženy slalom      |
| Zlato   | Anne Henningová | Rychlobruslení  | Ženy 500 m       |
| Zlato   | Dianne Holumová | Rychlobruslení  | Ženy 1 500 m     |
| Stříbro | Kevin Ahearn Henry Boucha Charles Brown Keith Christiansen Mike Curran Robbie Ftorek Mark Howe Jeffrey Hymanson Stuart Irving Jim McElmury Dick McGlynn Tom Mellor Ronald Naslund Wally Olds Frank Sanders Craig Sarner Peter Sears Timothy Sheehy | Lední hokej     | Turnaj mužů      |
| Stříbro | Dianne Holumová | Rychlobruslení  | Ženy 3 000 m     |
| Bronz   | Susan Corrock | Alpské lyžování | Ženy sjezd       |
| Bronz   | Janet Lynn | Krasobruslení   | Ženy jednotlivci |
| Bronz   | Anne Henningová | Rychlobruslení  | Ženy 1 000 m     |